# Molophilus (Molophilus) cruciferus
Molophilus (Molophilus) cruciferus is een tweevleugelige uit de familie steltmuggen (Limoniidae). De soort komt voor in het Australaziatisch gebied.